# Luciole (chanteuse)
Pour les articles homonymes, voir Luciole.
Lucile Gérard, plus connue sous son nom de scène Luciole, est une auteure-compositrice-interprète française née en 1986 à Rennes.

## Biographie
Née à Rennes, la jeune Lucile commence par l'apprentissage du piano et du chant dès l'âge de six ans, puis intègre le Conservatoire de Rennes en parallèle de ses études d'histoire. Elle rejoint également une troupe théâtrale.

## Carrière
A 21 ans, en juillet 2008, elle assure la première partie de Florent Pagny à l'Olympia puis en février 2009, la sortie de son album Ombres en est saluée par la critique (4 clés Télérama). Il est réalisé par Dominique Dalcan . Il s'ensuit une tournée française de deux années, dans les salles de concerts ou les Festivals (dont les Francofolies, le Chorus des Hauts-de-Seine, Paroles et Musiques… ou le Printemps de Bourges). Elle sera invitée à faire les premières parties d'artistes reconnus tels Camille, Amadou et Mariam, Emily Loizeau ou encore Oxmo Puccino. Elle a ainsi pu jouer en France, mais aussi en Suisse, au Luxembourg, en Allemagne ou encore en Turquie.
Elle sort en octobre 2012 un EP de 5 titres intitulé Et en attendant.... Il contient notamment une reprise du titre Soleil du Nord d’Oxmo Puccino . Avec cet EP, elle sera finaliste du Prix Georges Moustaki 2013.
Son album auto-produit Une sort ensuite le 30 mars 2015, plus chanté que slamé avec notamment une participation de Hugh Coltman. Il est récompensé par 3 clés Télérama.
En 2019 et 2020, Luciole lance le projet Neuf : une série de neuf duos avec des artistes féminines (Coline Rio, Ladylike Lily, Clarika, Madjo, Djazia Satour, Sandra Nkaké, Mélissa Laveaux, Émilie Gassin et Sophie Maurin).

## Discographie

### Participations
- 2017 - Nos mots sur l'album de Grand Corps Malade - Il nous restera ça

## Distinctions et récompenses
- 2005 : remporte deux fois le championnat de France de slam (en individuel) et l'année suivante (par équipe)[1].
- 2009 : coup de cœur de l'académie Charles-Cros pour l'album Ombres[10]
- 2009 : prix du jury Chorus en 2009[4]
- 2009 : lauréate du Fair[4]

## Galerie

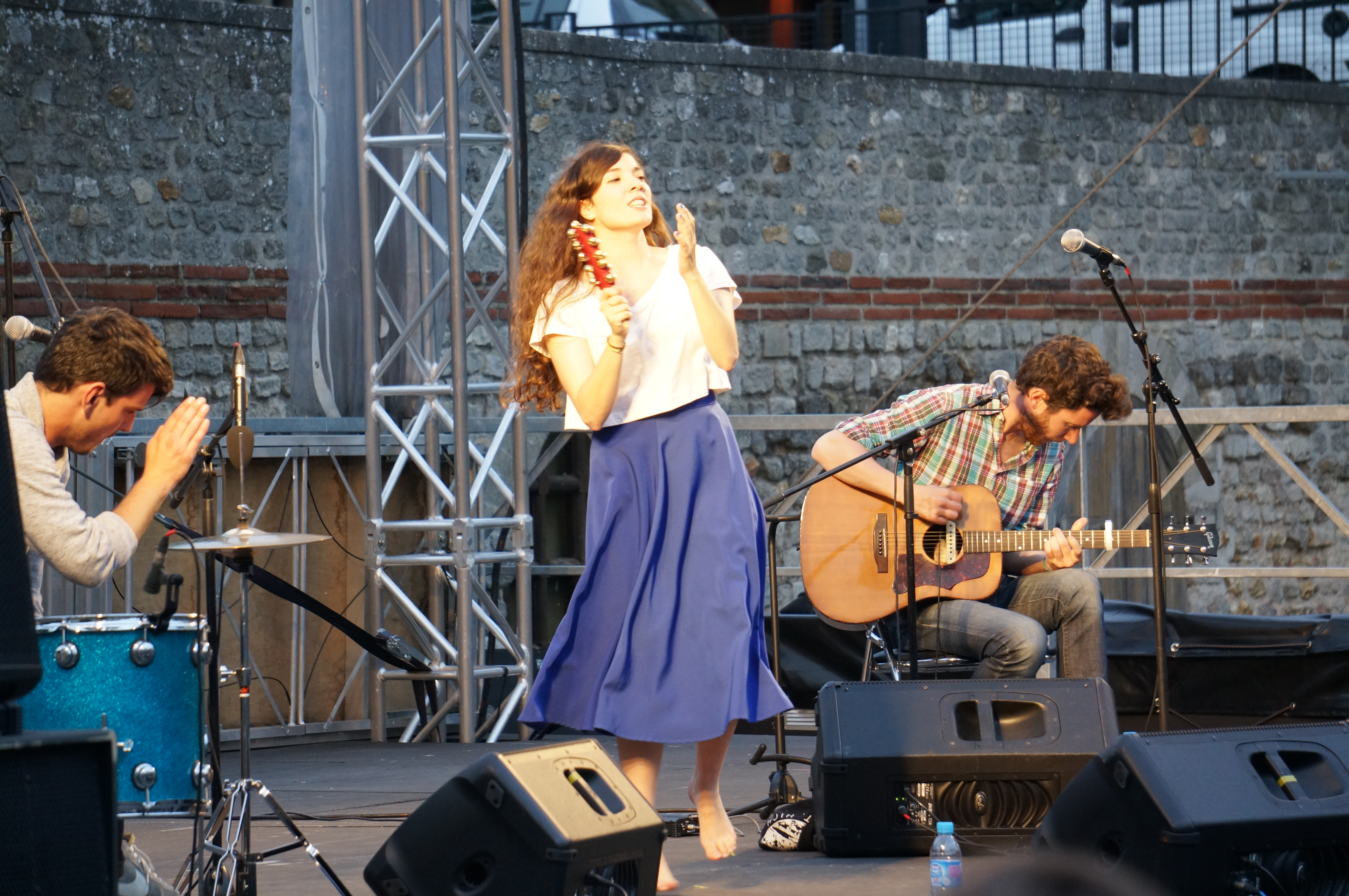
En 2014
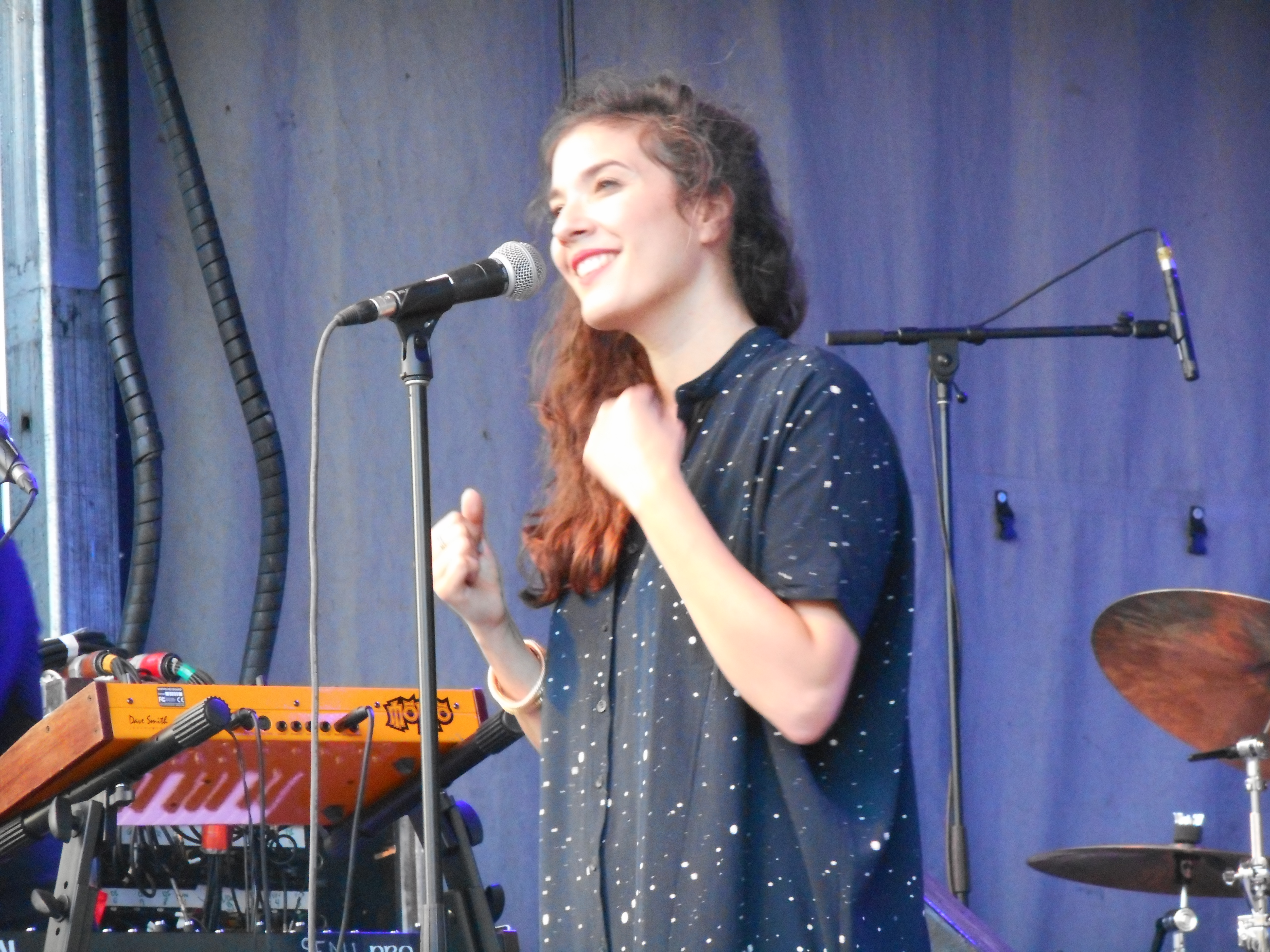
en 2016.
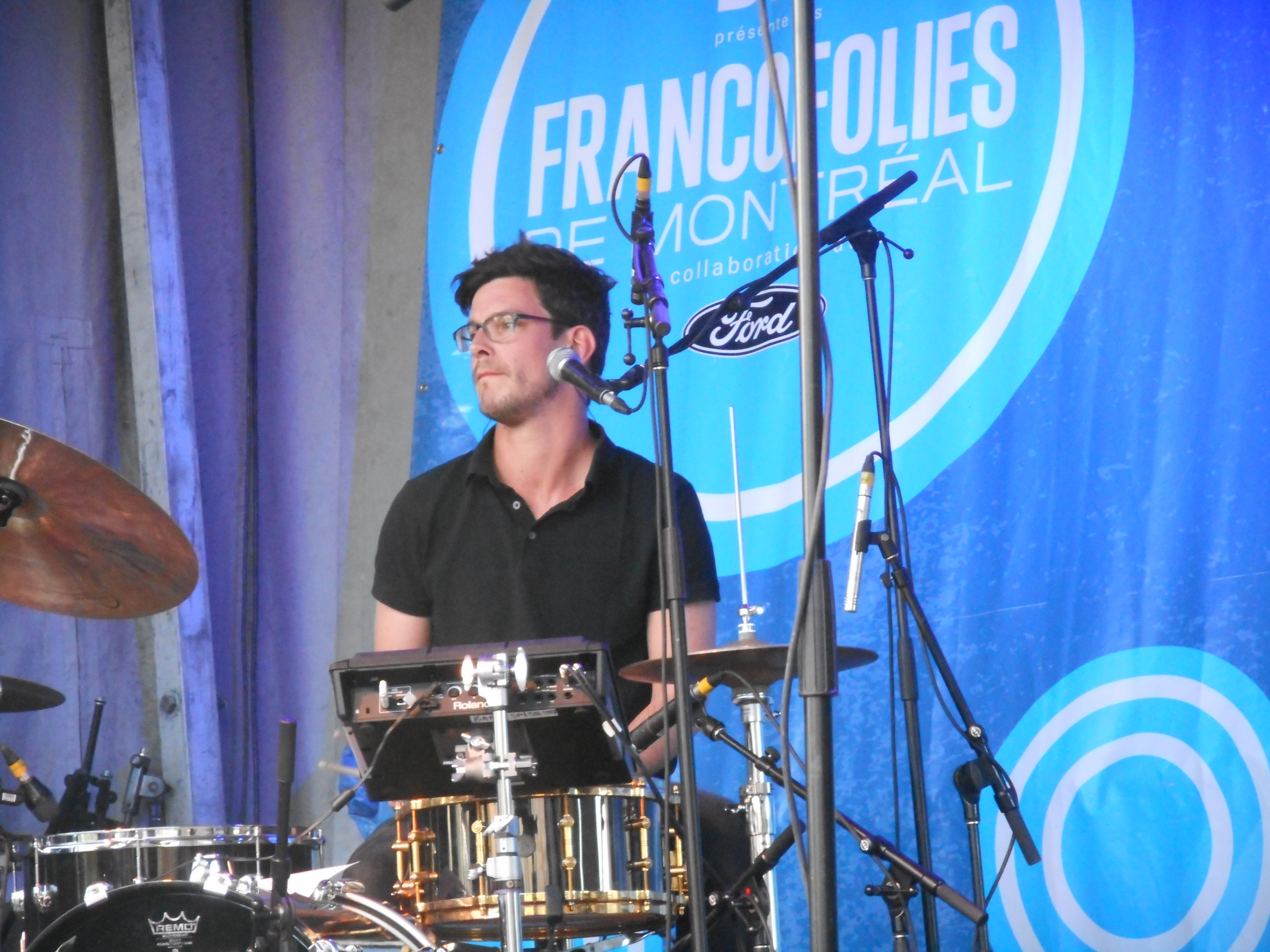
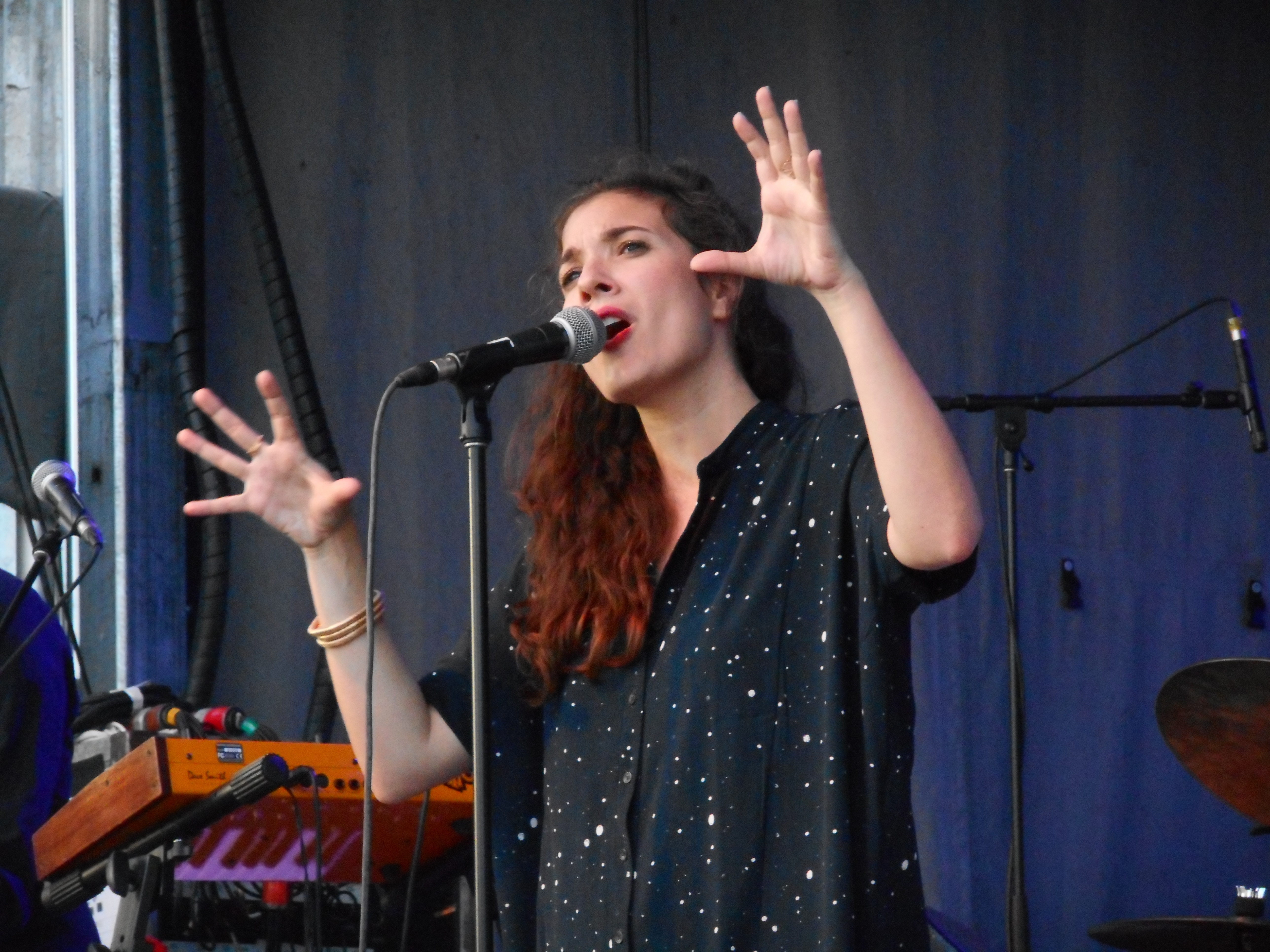